# Кирина, Ольга Николаевна
Ольга Николаевна Кирина (род. 1955) — российский иконописец.

## Биография
В 1973 году закончила Липецкую художественную школу по классу «Художник хохломской росписи». С 1977 года по 1980 год преподавала в этой школе по классу «Производственное обучение».
В 1980 году по приглашению переехала в Кемерово, где, работая художником-разработчиком при Управлении Топливной Промышленности, вплотную занялась декоративно-прикладным искусством (росписью ваз, самоваров, посуды, шкатулок, подносов и кухонной утвари).
В 1982 году переехала в Новосибирск в посёлок Колывань, где работала главным художником на фабрике художественных сувениров «Умелица»  (предприятие ликвидировано в 2002 году).
В 1987 году Ольга Кирина создает своё производство расписных изделий и по 1995 год становится председателем кооператива «Художественная роспись».
В 1996 году в церковной лавке на глаза Кириной попадается маленькая икона, тисненая на куске бересты. Ольга Кирина учится иконописи на бересте.
В 2000 году, получив благословение архиепископа Новосибирского и Бердского Тихона, Ольга занимается изготовлением икон.
В 2011 г. Ольга Кирина переезжает во Владимир, где продолжает заниматься любимым делом, ставшим неотъемлемой частью её жизни.

## Награды, поощрения
В 2010 г. за большой вклад в развитие культуры и многолетнюю плодотворную работу Ольга Николаевна была награждена грамотой Министерства Культуры Российской Федерации.
Кирина получила общественное признание и ряд наград, в том числе за вклад в возрождение древнерусской иконописи. Её работы представлены в храмах, галереях, а также частных коллекциях России, США, Франции, Германии, Бельгии, Японии.

## Участие в выставках
2007 год, г. Новосибирск, фестиваль «Артания»  первый Сибирский фестиваль художественных ремесел, 2-е место — Золото Артании — «Лучший мастер по росписи» 

2007 год, г. Новосибирск, Академгородок «Дом Ученых» , персональная выставка «Икона на бересте»

2007 год, Праздник народных художественных промыслов и ремесел «70 лет Новосибирской области», диплом лауреата

2007 год, г. Новосибирск, Департамент культуры Новосибирской области «Золотая книга культуры» Новосибирской области. Лауреат в номинации «Мастер золотые руки»

2007 год, г. Москва, 7-я Московская международная выставка «Золотые руки мастеров», ВВЦ

2008 год, г. Новосибирск, фестиваль «Артания»  Второй Сибирский фестиваль художественных ремесел

2008 год, Египет, г. Хургада, Первый международный фестиваль российских народных ремесел и декоративно — прикладного искусства

2008 год, г. Липецк, персональная выставка «Брат и сестра. Посвящение матери»

2008 год, г. Москва, 8-я Московская международная выставка «Золотые руки мастеров», ВВЦ

2009 год, г. Новосибирск, фестиваль «Артания»  Третий Сибирский фестиваль художественных ремесел, диплом лауреата

2009 год, г. Москва, Лауреат 5-й Российской недели искусств (сезон «Весна — 2009»). По версии зарубежного жюри 2 и 3 место

2009 год, г. Новосибирск, Департамент культуры Новосибирской области «Сибирский сундучок», диплом лауреата

2009 год, г. Новосибирск, фестиваль «Сибирская береста»

2009 год, г. Новосибирск, межрегиональный фольклорный фестиваль «На Кирилла и Мефодия»

2009 год, г. Москва, Московский международный фестиваль ремесел, ВВЦ

2009 год, г. Москва, Второй Московский художественный фестиваль «Благословенно воинство», ВЗ «Тушино»

2009 год, г. Москва, Международная выставка «Русский сувенир», МВК «ЭКСПОЦЕНТР»

2009 год, г. Москва, городской конкурс «Московская мастерица», Женский деловой центр, 1-е место

2009 год, г. Москва, Международный Фонд славянской письменности и культуры, персональная выставка «Святые лики на бересте»

2009 год, г. Москва, 1-е место на городском конкурсе «Московская мастерица»

2009 год, г. Москва, Московская международная выставка «Золотые руки мастеров», ВВЦ

2010 год, Литва, г. Вильнюс, Международная художественная выставка RUSSIAN & Lithuanian ART WEEK 

2010 год, г. Москва, Третий Московский фестиваль «Благословенно воинство», Академия ФСБ РФ, Пограничная Академия ФСБ РФ, Академия управления МВД РФ, Паломнический Центр Московской Патриархии

2010 год, Литва, г. Вильнюс, Международный фестиваль русской духовной музыки «Каунас»

2010 год, Латвия, г. Даугавпилс, «Дни славянской культуры»

2010 год, г. Новосибирск «Артания»  четвёртый Сибирский фестиваль художественных ремесел

2010 год, г. Липецк, выставка «400-летие Задонскому Рождество-Богородскому мужскому монастырю»

2010 год, г. Москва, ЦДРИ, выставка «Современные русские иконы»

2010 год, Румыния, г. Бухарест, выставка «Romanian Art Week» — Неделя искусств в Румынии 

2010 год, Литва, г. Вильнюс «Рождественские встречи» — Международный фестиваль русской духовной музыки

2011 год, Германия г. Берлин, «Art Weeks in Berlin» — Неделя Искусств в Берлине, 2-е место

2011 год, г. Москва, персональная выставка «Дорога к Храму», АРТ-ЦЕНТР «ВЕТОШНЫЙ 13»

2011 год, г. Суздаль, Спасо-Евфимиев монастырь, персональная выставка «Иконы из бересты» 

2012 год, г. Владимир, Центр Изобразительного Искусства, персональная выставка «Иконы из бересты»

2012 год, г. Гусь-Хрустальный, музей Хрусталя им. Мальцевых, персональная выставка «Иконы из бересты» 

2012 год, г. Москва, ВМДПИ «Образы войны и победы 1812 года в работах современных художников декоративно прикладного искусства»

2013 год, Белоруссия, г. Бобруйск, Художественный музей им. Г. Г. Поплавского «Иконы из России. Свет веры»

2013 год, г. Дмитров, Музей-заповедник «Дмитровский Кремль» персональная выставка «Во славу Божию»

2013 год, г. Москва, МВК «ЭКСПОЦЕНТР», выставка народных художественных промыслов «Зимняя Ладья»

2013 год, Италия, г. Рим, персональная выставка «Святые лики в бересте»

2013 год, г. Москва, конкурс «Мастерица», 1-е место

2014 год, г. Москва МВК «ЭКСПОЦЕНТР» выставка народных художественных промыслов «Весенняя Ладья»

2014 год, г. Владимир Центр Изобразительного Искусства, персональная выставка «Иконы из бересты»

2014 год, г. Муром, управление Культуры Администрации округа, персональная выставка «Иконы из бересты»
2014 г. Санкт-Петербург. Выставка. Дни Владимирской обл. в Санкт-Петербурге.
2014 г. Владимир. Выставка.800-летие Владимирской Епархии.
2014 г. Москва. Ладья. Зимняя сказка. Экспоцентр. Конкурс Православие в художественных промыслах. 3 место.
2015 г. Москва Ладья. Весенняя фантазия. Экспоцентр.
2015 г. Москва МИД России Презентация Владимирской обл.
2015 г. Владимир 1000-летие Крестителя Руси равноапостольного князя Владимира.
2015 г. Сочи. Фестиваль народных художников и мастеров России.
2015 г. Москва. Манеж. Выставка «Народные художественные промыслы: вчера, сегодня, завтра».
2015 г. Москва. Гостиный Двор. выставка «Подарки.»
2015 г. Москва. Экспоцентр."Ладья. Зимняя сказка".
2016 г. Москва. Библиотека имени Н. А. Добролюбова Персональная выставка.
2017 г. Москва. Администрация Президента РФ выставка «РУСЬ КРЕЩЕНАЯ, СВЯТАЯ»
2017 г. Москва. Выставка в Храме Христа Спасителя.
2017 г. Александров. Музей заповедник "Александровская Слобода "персональная выставка.
2017 г. Москва. Государственная Дума. Историко-художественная выставка"Духовные ценности России. Взгляд сквозь время."
2017 г. Владимир 5экономический форум."Золотое кольцо России-50.Предпринимательство и туризм: инвестиции в будущее".
2017 г. Кипр.выставка «Шедевры современного православного искусства России.»
2017 г. Москва. Выставка в Государственном Кремлёвском Дворце.
2018 г. Москва. Галерея Лорие. Выставка."Русская икона."
2018 г. Москва. Храм Христа Спасителя. Выставка икон «Шедевры современного православного искусства России»
2018 г. Япония. Токио. Российская неделя эногастрономического туризма в Японии. Выставка икон.
2018 г. Мурманская обл. Умба. Выставка икон «Шедевры современного православного искусства России»
2018 г. Североморск Выставка икон «Шедевры современного православного искусства России»
2019 г. Мурманск. Выставка икон «Шедевры современного православного искусства России»
2019 г. Мурманская обл. Варзуга. Выставка икон"Берестяная Русь".
2019 г. Норвегия. Киркенес. Выставка икон"Берестяная Русь".
2019 г. Североморск. Выставка икон"Берестяная Русь".
2019 г. Санкт-Петербург. Выставка."Небесные покровители Российской армии и флота".
2019 г. Санкт-Петербург. Всероссийский декоративно-прикладного искусства «Современное наследие России». 1 место 2019 г. Москва. Экспоцентр .Ладья. «Зимняя сказка.» 2020 г. .Москва. Кремлёвский дворец. Форум.28 Рождественские чтения. Выставка икон из бересты.
2020 г. Москва. Храм Христа Спасителя. .28 Рождественские чтения. Выставка икон из бересты.